# Grand Prix de Lugano 2017
La 71e édition du Grand Prix de Lugano a eu lieu le 7 mai 2017. Elle fait partie du calendrier UCI Europe Tour 2017 en catégorie 1.HC.

## Présentation

### Équipes
| WorldTeam- UAE Team Emirates Équipes continentales professionnelles (5)- Israel Cycling Academy - Androni Giocattoli - Nippo-Vini Fantini - Gazprom-RusVelo - Novo Nordisk Équipes continentales (7)- Roth-Akros - Amore & Vita-Selle SMP-Fondriest - Vorarlberg - Bicicletas Strongman - Meridiana Kamen - D'Amico-Utensilnord - Sangemini-MG.Kvis Équipe nationale- Suisse |
| |

## Classements

### Classement final
La course est remportée par l'Italien Iuri Filosi (Nippo-Vini Fantini).
| \| Classement général \| Classement général \| Classement général \| Classement général \| Classement général \| \| Coureur \| Coureur \| Pays \| Équipe \| Temps \| \| ------------------ \| -------------------------- \| ------------------ \| --------------------------- \| ------------------ \| \| 1er \| Iuri Filosi \| Italie \| Nippo-Vini Fantini \| 5 h 04 min 13 s \| \| 2e \| Marco Frapporti \| Italie \| Androni-Sidermec-Bottecchia \| + 0 s \| \| 3e \| Davide Orrico \| Italie \| Sangemini-MG.Kvis \| + 17 s \| \| 4e \| Daniel Turek \| Tchéquie \| Israel Cycling Academy \| + 19 s \| \| 5e \| Andrea Vendrame \| Italie \| Androni-Sidermec-Bottecchia \| + 1 min 17 s \| \| 6e \| Marco Canola \| Italie \| Nippo-Vini Fantini \| + 1 min 22 s \| \| 7e \| Francesco Manuel Bongiorno \| Italie \| Sangemini-MG.Kvis \| + 1 min 22 s \| \| 8e \| Vegard Stake Laengen \| Norvège \| UAE Team Emirates \| + 1 min 22 s \| \| 9e \| Alessandro Bisolti \| Italie \| Nippo-Vini Fantini \| + 1 min 22 s \| \| 10e \| José Manuel Díaz \| Espagne \| Israel Cycling Academy \| + 1 min 22 s \| |                            |          |                             |                 |
| |                            |          |                             |                 |
| Source : ProCyclingStats |                            |          |                             |                 |
| Classement général |                            |          |                             |                 |
| Coureur | Coureur                    | Pays     | Équipe                      | Temps           |
| 1er | Iuri Filosi                | Italie   | Nippo-Vini Fantini          | 5 h 04 min 13 s |
| 2e | Marco Frapporti            | Italie   | Androni-Sidermec-Bottecchia | + 0 s           |
| 3e | Davide Orrico              | Italie   | Sangemini-MG.Kvis           | + 17 s          |
| 4e | Daniel Turek               | Tchéquie | Israel Cycling Academy      | + 19 s          |
| 5e | Andrea Vendrame            | Italie   | Androni-Sidermec-Bottecchia | + 1 min 17 s    |
| 6e | Marco Canola               | Italie   | Nippo-Vini Fantini          | + 1 min 22 s    |
| 7e | Francesco Manuel Bongiorno | Italie   | Sangemini-MG.Kvis           | + 1 min 22 s    |
| 8e | Vegard Stake Laengen       | Norvège  | UAE Team Emirates           | + 1 min 22 s    |
| 9e | Alessandro Bisolti         | Italie   | Nippo-Vini Fantini          | + 1 min 22 s    |
| 10e | José Manuel Díaz           | Espagne  | Israel Cycling Academy      | + 1 min 22 s    |